# 钝叶沿阶草
钝叶沿阶草（学名：Ophiopogon amblyphyllus）为百合科沿阶草属下的一个种。

## 扩展阅读
- 維基物種上的相關：钝叶沿阶草